# Style à toiture impériale
 (juin 2025).
Si vous disposez d'ouvrages ou d'articles de référence ou si vous connaissez des sites web de qualité traitant du thème abordé ici, merci de compléter l'article en donnant les références utiles à sa vérifiabilité et en les liant à la section « Notes et références ».
Le style à toiture impériale (帝冠様式, teikan yōshiki) est un style architectural japonais populaire dans les années 1920 et 1930.

## Historique
Ce style est théorisé par Itō Chūta.

## Galerie

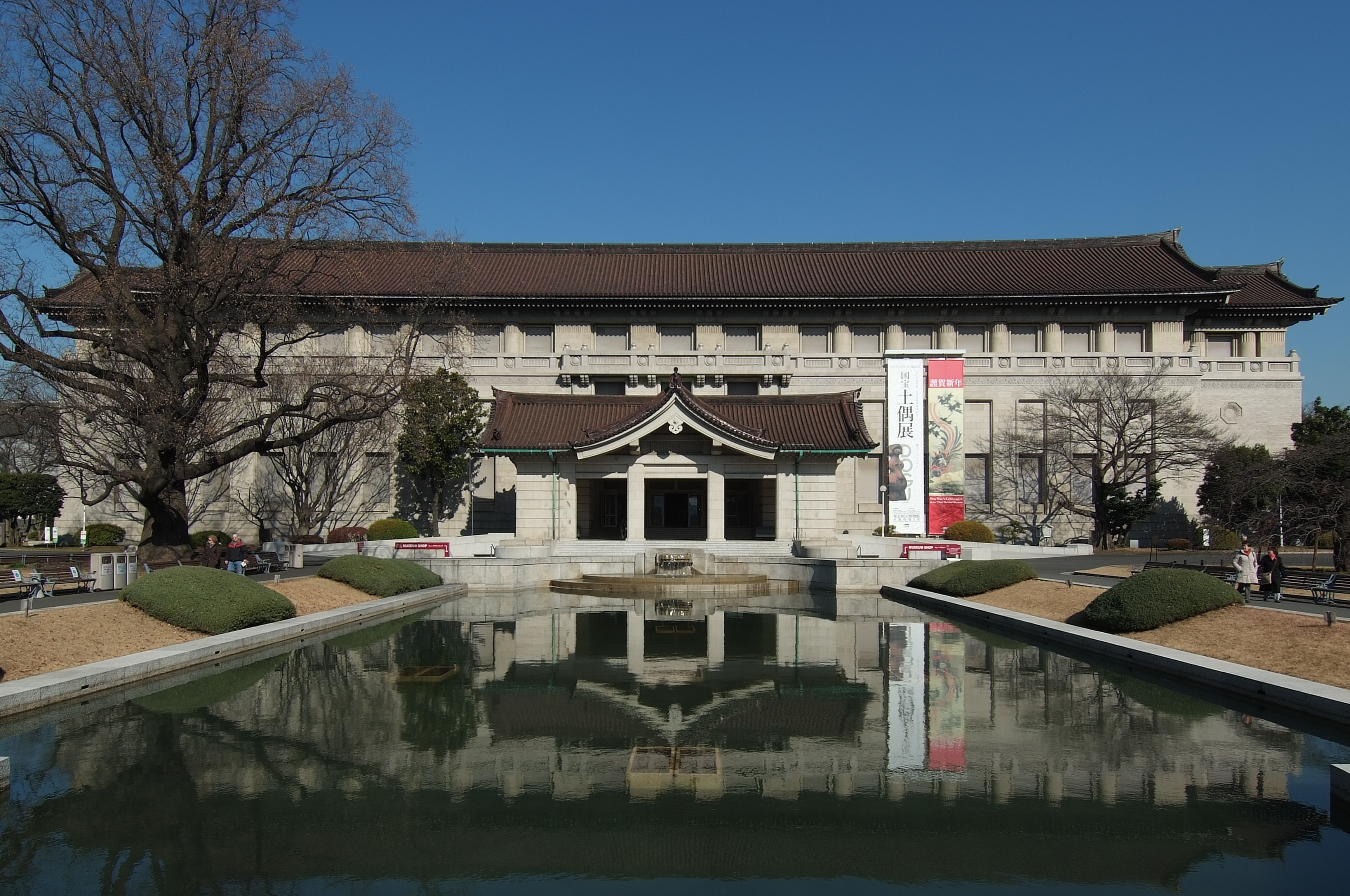
Le Honkan du Musée national de Tokyo réalisé par Jin Watanabe, relève du style à toiture impériale
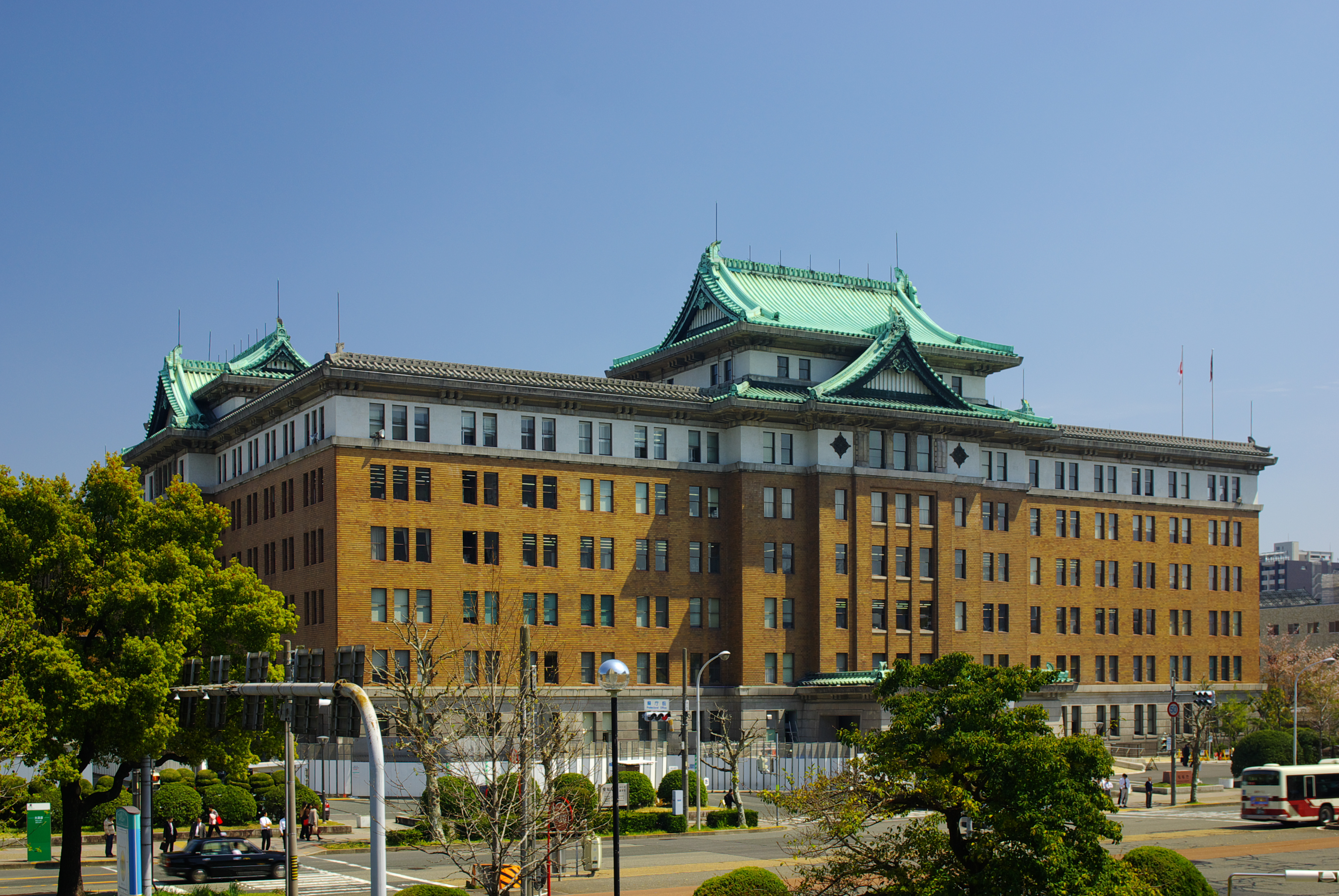
Siège de la préfecture d'Aichi réalisé par Kurokawa Miki.
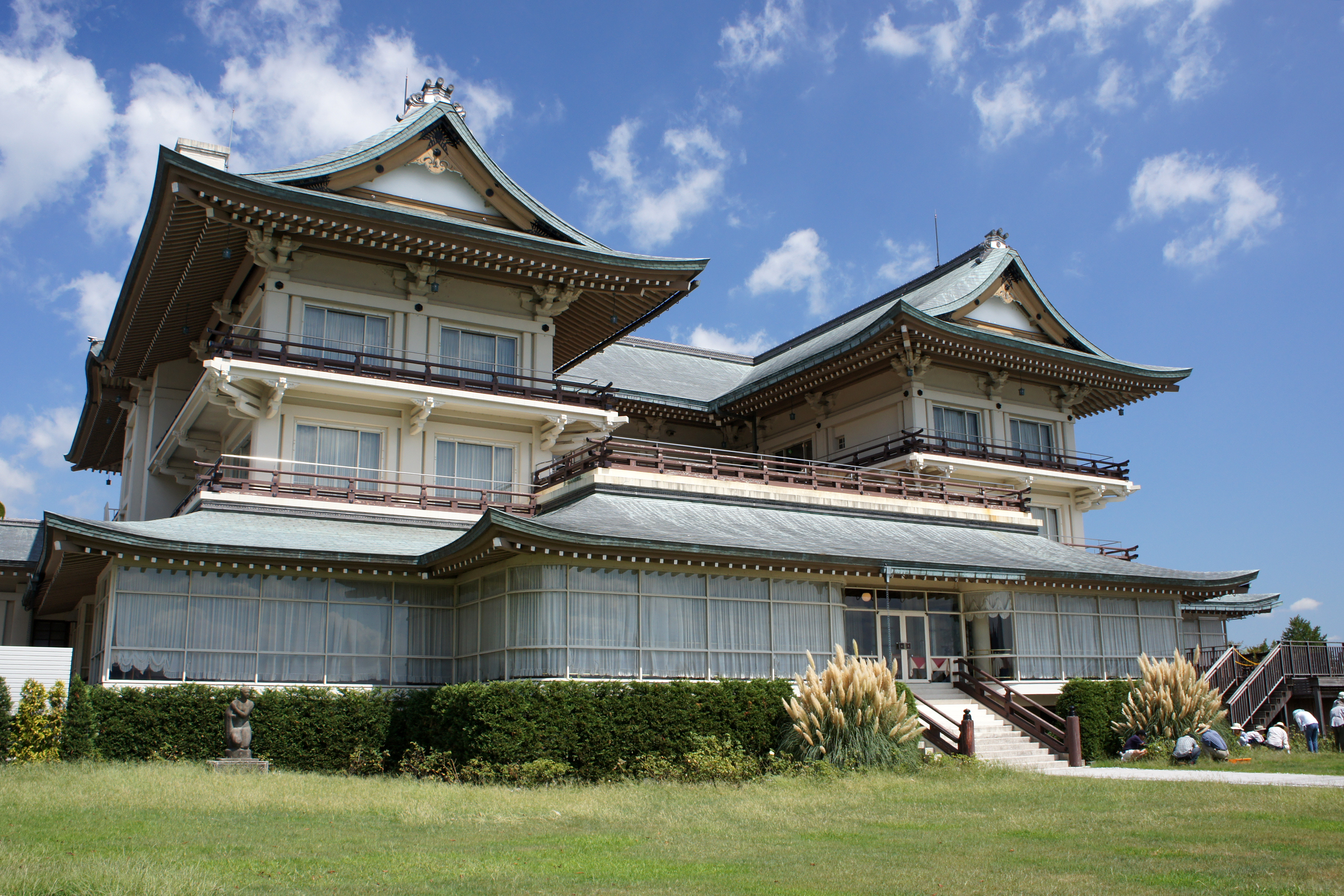
Biwako Ōtsukan réalisé par Okada Shinichirō.
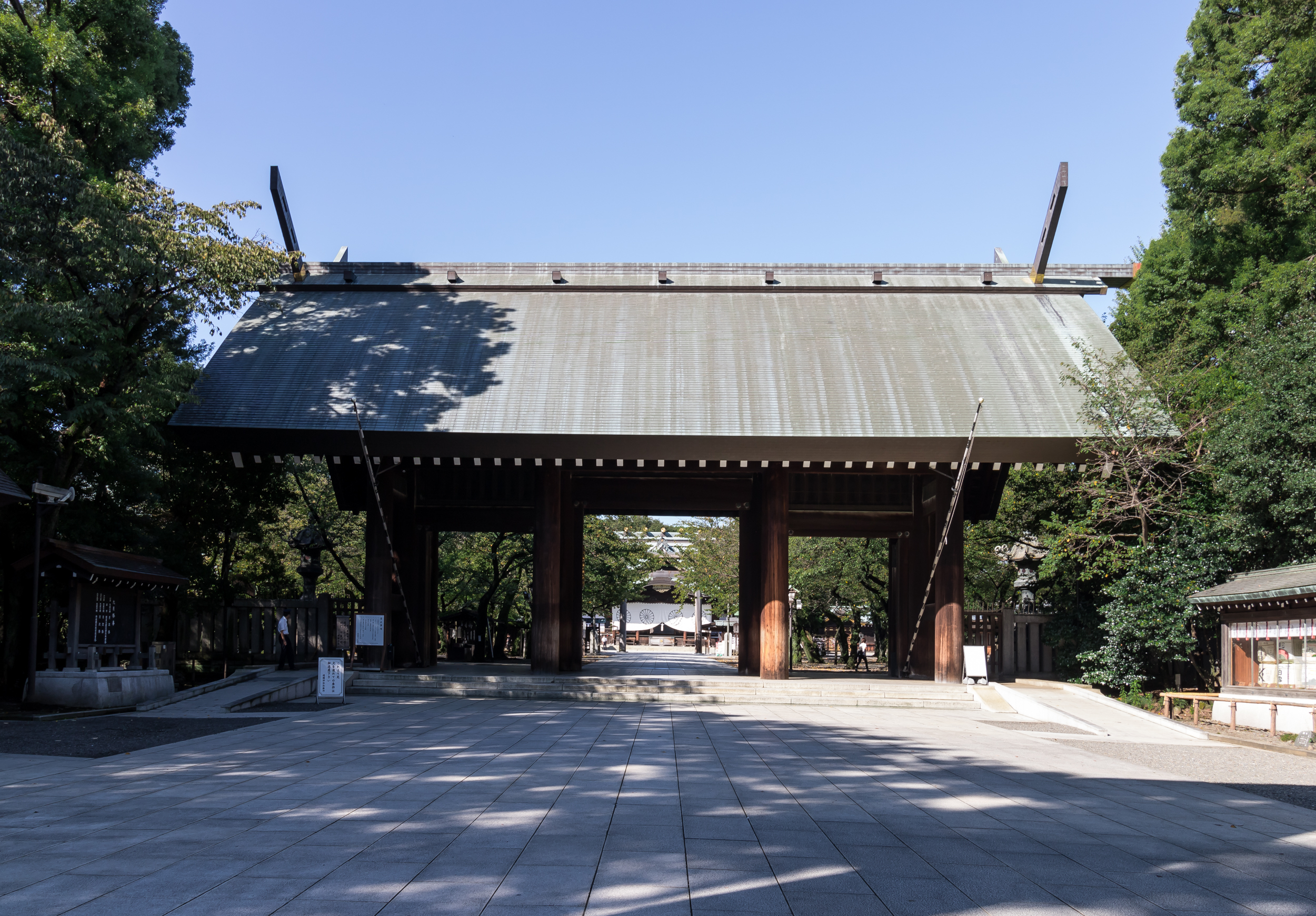
Shinmon du Yasukuni-jinja réalisé par Itō Chūta.